# Tainia dunnii
Tainia dunnii är en orkidéart som beskrevs av Robert Allen Rolfe. Tainia dunnii ingår i släktet Tainia och familjen orkidéer. Inga underarter finns listade i Catalogue of Life.